# Cucorba
Cucorba és un grup mallorquí dedicat a l'animació i la música infantils (cucorba vol dir gallina cega, un joc infantil). Fundat a Muro el 1977, l'integren Francesc Aguiló Serra, Jeroni Cerdó Cladera, Gabriel Gamundí Ramis i, des del disc Mamballetetes, Gemma Palà.
Actuen vestits de pallassos i el seu repertori es basa en cançons populars d'arreu dels Països Catalans i amb temes de creació pròpia.
S'estrenen discogràficament el 1985 amb l'àlbum Com un pern de rifa i d'aleshores ençà han publicat diversos discos: Demà és festa (1988), Trencaclosques (1990), Xica pica pollerica (1993), Les millors cançons infantils (1993), En Joan Petit quan balla (1995), Cucorba té 3 pallassos (1998), Prou de mollor (2001), La lluna i la pruna (2004), Madò Pereta canta i compta amb Cucorba (2004), Cucorba 30 (2006), Cucorba dBàsic (2009) i Mamballetetes. Cançonetes per a persones petitetes (2010).
D'entre els seus muntatges destaquen N'Espardenyeta, de Jaume Vidal i Alcover (1978); La princesa embruixada, de Gabriel Janer Manila (1982), i Trencaclosques, programa realitzat pel Centre Territorial de TVE a Balears (1990). El 1988 fou guardonat amb el Premi Francesc de Borja Moll i el 2003 amb el Premi Ramon Llull.